# Doria Shafik
Doria Shafik (in arabo درية شفيق‎?; Tanta, 14 dicembre 1908 – Il Cairo, 20 settembre 1975) è stata un'attivista, poetessa e editrice egiziana, una delle leader del movimento di liberazione delle donne in Egitto negli anni '40. In conseguenza delle sue azioni, le donne egiziane hanno ottenuto il diritto di voto secondo la Costituzione.

## Biografia
Shafik è nata a Tanta, nel delta del Nilo, e ha studiato in una scuola di missione francese. All'età di 16 anni è diventata l'egiziana più giovane a ottenere il diploma di Baccalauréat francese. A 19 anni ha ricevuto una borsa di studio dal Ministero dell'Educazione egiziano per studiare presso l'Università della Sorbona a Parigi, dove proseguì con un dottorato in filosofia. Scrisse due tesi, una che confutava i fini meramente utilitaristici generalmente associati all'arte antica egiziana, e la seconda, sostenendo che l'Islam riconosceva ampiamente gli uguali diritti delle donne. Ha conseguito il dottorato (Doctorat d'Etat) con elevate qualifiche (Mention très honorable).
Mentre era a Parigi, Shafik sposò Nour Al Din Ragai, studente di dottorato in giurisprudenza. Al suo ritorno dalla Francia in Egitto nel 1940, Shafik sperava di contribuire all'educazione della gioventù del suo paese, ma il decano della Facoltà di lettere dell'Università del Cairo le negò una posizione di insegnamento con il pretesto di essere "troppo moderna".
Nel 1945, la principessa Chevicar, la prima moglie dell'ex re Fu'ad I d'Egitto, offrì a Shafik la posizione di caporedattore di La Femme Nouvelle, una rivista culturale e letteraria francese indirizzata all'élite del paese. Shafik accettò la posizione e, con la morte di Chevicar nel 1947, si assunse la completa responsabilità della rivista, compreso il suo finanziamento. Sotto la sua direzione La Femme Nouvelle ottenne lo status regionale. Sempre nel 1945, Shafik decise di pubblicare una rivista araba, Bint Al Nil (Figlia del Nilo), destinata ad educare le donne egiziane e ad aiutarle ad avere il ruolo più efficace possibile all'interno della loro famiglia e della loro società. Il primo numero uscì nel novembre 1945 e fu quasi immediatamente esaurito.
Nel 1948 Shafik creò il sindacato Bint Al Nil Union, per aiutare a risolvere i problemi sociali fondamentali delle donne e per garantire la loro inclusione nelle politiche del loro paese. Il sindacato ha anche lavorato per sradicare l'analfabetismo istituendo centri per questo scopo in tutto il paese, istituito un ufficio di collocamento e una caffetteria per le donne lavoratrici.
Nel febbraio del 1951, Shafik riuscì a riunire segretamente 1500 donne dei due principali gruppi femministi egiziani (Bint Al-Nil e l'Unione femminista egiziana) e organizzò una marcia su e irruzione in parlamento per presentare ai parlamentari maschi lì riuniti una serie di richieste principalmente legati ai diritti socioeconomici delle donne. Nonostante le promesse ricevute dal Presidente del Senato, i diritti delle donne non ottennero alcun miglioramento. Sempre nel 1951, Shafik decise di contribuire agli sforzi per liberare l'Egitto dall'occupazione britannica creando la prima unità militare femminile, che riunì 2000 donne, le preparò per il fronte e per svolgere attività infermieristiche essenziali. Dopo la rivoluzione egiziana del 1952, Shafik richiese il riconoscimento del governo di Bint Al-Nil come partito politico, con Shafik stessa come presidente, che il governo accettò di concedere.
Il 12 marzo 1954, Shafik intraprese uno sciopero della fame di otto giorni contro il sindacato della stampa, in segno di protesta per la creazione di un comitato costituzionale senza donne. Finì il suo sciopero dopo aver ricevuto una dichiarazione scritta che il presidente Naguib era impegnato a scrivere una costituzione che rispettasse i diritti delle donne. Come risultato dell'interesse suscitato dal suo sciopero della fame, Shafik fu invitata a tenere conferenze in Asia, Europa e Stati Uniti sulle donne egiziane. Ha viaggiato in Italia, Inghilterra, Francia, Stati Uniti, Giappone, India, Ceylon e Pakistan.
Come risultato degli sforzi di Shafik, alle donne fu concesso il diritto di voto in base alla Costituzione egiziana del 1956, con la riserva, tuttavia, che fossero alfabetizzate, il che non era un prerequisito per il voto maschile.
Nel 1957 Shafik intraprese un secondo sciopero della fame nell'ambasciata indiana, in segno di protesta contro il regime dittatoriale del presidente Gamal Abdel Nasser. Di conseguenza, fu messa agli arresti domiciliari da Nasser, il suo nome fu bandito dalla stampa e le sue riviste dalla circolazione.
Oltre alle sue riviste, Shafik scrisse un romanzo, L'Esclave Sultane, diversi volumi di poesia pubblicati da Pierre Fanlac, le sue memorie, e tradusse il Corano in inglese e francese. Dopo i suoi arresti domiciliari, Shafik ha condotto una vita solitaria, anche quando i suoi movimenti non erano più limitati. Ha trascorso i suoi ultimi anni a leggere, scrivere e soprattutto in compagnia delle sue figlie e nipoti.
Morì dopo essere caduta dal suo balcone nel 1975.

## Vita privata
Shafik sposò Nour Al-Din Ragai a Parigi nel 1937, che divenne un importante avvocato in Egitto e sostenne tutti i suoi sforzi. La coppia convisse per 31 anni fino al divorzio nel 1968, ed ebbe due figlie, Aziza e Jehane, e quattro nipoti.